# Ferndown Town
Ferndown Town är en civil parish i grevskapet Dorset i Storbritannien. Den har 17 839 invånare (2011).